# Catocala pirata
Catocala pirata là một loài bướm đêm thuộc họ Erebidae. Nó được tìm thấy ở vùng Viễn Đông Nga (Primorye) và Triều Tiên.
Sải cánh dài khoảng 43 mm.